# Clint Eadie
Pas d'image ? Cliquez ici

a Compétitions nationales et continentales officielles uniquement.

Dernière mise à jour le 24 mars 2022.
Clint Eadie, né le 2 septembre 1983, est un joueur australien de rugby à XV évoluant au poste de demi d'ouverture ou de centre. 

## Biographie
Né en Australie, Clint Eadie arrive à l'US bressane à l’hiver 2008 en tant que joker médical du Fidjien Rokodiva, l’Australien s’est vite imposé comme l’un des atouts offensifs bressans. Tour à tour centre puis demi d’ouverture de l’équipe, les coachs l’ont finalement installé comme ouvreur. Après une première saison en Pro D2, le club est relégué. Il joue alors quatre saisons en fédérale 1 avant de remonter en Pro D2 en fin de saison 2012-2013.
L’ouvreur Clint Eadie porte les couleurs violettes jusqu'à l'été 2014 où il rejoint le RC Narbonne, également en Pro D2.